# Mária Turok-Heteš
Mária Turok-Heteš, provdaná Mária Urámová (* 8. září 1930), byla slovenská a československá politička Komunistické strany Slovenska a poúnorová poslankyně Národního shromáždění ČSSR.

## Biografie
Koncem druhé světové války se na východním Slovensku přidala k vojskům, která osvobozovala Československo a došla s nimi až do Prahy.
Ve volbách roku 1960 byla zvolena za KSS do Národního shromáždění ČSSR za Východoslovenský kraj. V Národním shromáždění zasedala do března 1962, kdy rezignovala.